# Francisco Cabañas
Francisco Cabañas Pardo (22 de enero de 1912 - 26 de enero de 2012) en la Ciudad de México, primer medallista olímpico Mexicano. Durante los Juegos Olímpicos de Los Ángeles 1932 ganó la medalla de plata en la categoría de peso mosca luego de perder la final en contra del húngaro István Énekes.
Francisco Cabañas Pardo se convirtió en el primer medallista mexicano en ganar en unos Juegos Olímpicos. 
Cuenta la historia que no había dinero para incluirlo en la delegación y que gracias a Jesus Nájera y a unos ahorros de su madre, pudo viajar a Los Ángeles. 
Paso libre la primera ronda y en la segunda derrotó al italiano Paolo Bruzzi. Con su boxeo fino y elegante superó la tercera contra Isaac Duke de Australia. Llegó a la final al vencer al Británico Stanley Pardoe. 
Ya en la final, Cabañas fue víctima de un robo descarado durante los 3 asaltos en los que dominó a placer al húngaro Stephan Eneke. Los 2 jueces y el árbitro vieron una pelea distinta y en el último episodio, cuando ambos rodaron por el ring, el réferi contó la caída solo para el mexicano.